# 埃米利奥·努涅斯
埃米利奥·努涅斯（Emilio Núñez，本名胡安·埃米利奥·德拉卡里达·努涅斯-罗德里格斯，Juan Emilio de la Caridad Núñez y Rodriguez，1855年12月27日生于古巴拉斯比利亚斯埃斯佩兰萨，1922年5月5日卒于古巴哈瓦那）是一名美籍古巴军人、牙医和政治家。

## 早期生活和教育
努涅斯1889年毕业于宾夕法尼亚大学，是費城的一名牙科医生。
在很早的时候，他就加入了古巴革命军并参加了“十年战争”，获得了上校军衔。他被俘虏并被囚禁在埃尔莫罗城堡，之后逃脱，回国后组织了一个反叛团体，在圣迭戈-德尔巴耶活动，直到1880年，何塞·马蒂说服他，古巴独立在目前是不可行的。
努涅斯随后流亡國外，在那里他与马蒂密切合作，并成为一名归化的美国公民。在美国，他作为远征部的总司令向古巴运送武器、弹药和食物，直到1885年。他在古巴獨立戰爭中成为一名少将。他组织了来自美国的武装革命探险队。
他是1900年古巴制宪会议的31名代表之一。1899-1902年，他是哈瓦那省的民事州長，是1902年5月20日中午在埃尔莫罗城堡升起古巴國旗的第一人。
努涅斯在1913年担任古巴农业、商业和劳工部部长，1917-1921年担任古巴副主席。